# 北海道遠軽郁凌高等学校
北海道遠軽郁凌高等学校（ほっかいどう えんがるいくりょうこうとうがっこう、Hokkaido Engaru Ikuryo High School）は、かつて北海道紋別郡遠軽町西町3丁目にあった町立高等学校。前身は遠軽女子高等技芸学校（1950年-1955年）、北海道遠軽家政高等学校（1955年-1990年）で、2009年（平成21年）3月末をもって閉校した。
1992年完成の学校施設については、遠軽町が2007年から跡地利用について検討作業を行った結果、旧校舎の耐震性が低いことが明らかになった遠軽町立遠軽小学校の新校舎として転用することになり、2010年8月から使用を開始した。

## 設置学科
- 家政科（1955年-1992年）
- 情報ビジネス科（1990年-2009年）

## 沿革
- 1950年（昭和25年） - 遠軽町立遠軽女子高等技芸学校として遠軽町西区（現・西町1丁目3番地、遠軽町西町駐車場）に開校。
- 1955年（昭和30年） - 町立高等学校に改組し女子家政高校の北海道遠軽家政高等学校として開校。校地は遠軽町西町3丁目4番地（のち遠軽郁凌高野球グラウンド、現・社会福祉法人浄光会特別養護老人ホーム花の苑）。
- 1990年（平成2年） - 北海道遠軽郁凌高等学校に改称し家政科募集停止。共学の情報ビジネス科を開設。12月、遠軽町西町3丁目3番地に新校舎完成。
- 1992年（平成4年） - 家政科閉科。
- 2006年（平成18年） - 遠軽町が情報ビジネス科について2007年度以降の生徒募集停止の方針決める。
- 2007年（平成19年） - 生徒募集停止。
- 2009年（平成21年） - 2月15日、閉校記念式典を挙行。遠軽家政高時代を含めた卒業生は4903人。
- 2010年（平成22年） - 8月、遠軽小学校移転。

## 部活動
- 野球部
- 陸上部
- クロカン部
- バドミントン部
- 剣道部
- バレーボール部
- 卓球部
- インターアクトクラブ
- 調理研究部
- パソコン部
- 吹奏楽部